# Raniero Felice Simonetti
Raniero Felice Simonetti (Cingoli, 12 de dezembro de 1675 - Viterbo, 20 de agosto de 1749) foi um cardeal italiano do século XVIII.

## Biografia
Nasceu em Cingoli em 12 de dezembro de 1675, de família patrícia. Quarto dos cinco filhos do conde Francesco Simonetti, gonfaloneiro de Osimo, e de sua primeira esposa, Giulia Marefoschi. Seu primeiro nome também está listado como Ranieri. Sobrinho, por parte de mãe, do Cardeal Próspero Marefoschi (1724).
Ainda muito jovem foi enviado a Roma, sob os cuidados de seu tio materno, Prospero Marefoschi, futuro cardeal, com quem aprendeu os princípios iniciais da vida eclesiástica. Posteriormente, estudou na Universidade de Macerata, onde obteve o doutorado in utroque iure, tanto em direito canônico quanto em direito civil, em 10 de novembro de 1693.
Entrou na prelatura romana em 1693 como relator das Sagradas Congregações da Visita Apostólica, da Imunidade Eclesiástica e das Controvérsias de Jurisdição. Auditor da nunciatura em Paris, 1700; encarregado de negócios, agosto a novembro de 1706. Auditor da nunciatura de Nápoles, 1707. Governador de Masserano. Consultor da Suprema Sagrada Congregação da Inquisição Romana e Universal. Núncio interino em Sabóia, 7 de outubro de 1711 até 1717. Nomeado cônego da basílica patriarcal do Vaticano em 12 de setembro de 1717. Referendário dos Tribunais da Assinatura Apostólica de Justiça e de Graça, 22 de setembro de 1718. Eleitor do Tribunal da Assinatura Apostólica de Justiça, setembro de 1724.
Ordenado em 20 de dezembro de 1727.
Eleito arcebispo titular de Nicósia, em 14 de junho de 1728, pelo Papa Bento XIII. Consagrado em 29 de junho de 1728, igreja de S. Ignazio, Roma, pelo cardeal Prospero Marefoschi, auxiliado por Tommaso Cervini, arcebispo titular de Nicomédia, e por Francesco de Vico, bispo titular de Elusa. Núncio no Reino de Nápoles, 23 de dezembro de 1730. Esteve presente na chegada do Infante Carlos, novo rei das Duas Sicílias. Alguns anos depois, foi-lhe ordenado que fechasse a nunciatura e deixasse a cidade devido a divergências entre a corte siciliana e a de Roma; retirou-se para a cidade de Nola, onde residiu até a resolução do conflito; voltou a Nápoles, onde foi gentilmente recebido pelo rei. Chamado de volta a Roma pelo Papa Bento XIV em 9 de setembro de 1743, foi nomeado governador de Roma e vice-camerlengo da Santa Igreja Romana em 11 de dezembro de 1743.
Criado cardeal-presbítero no consistório de 10 de abril de 1747; recebeu o chapéu vermelho em 13 de abril; e o título de S. Susanna, 15 de maio de 1747. Renunciou ao governo de Roma, 17 de abril de 1747. Transferido para a sé de Viterbo e Toscanella, com título pessoal de arcebispo, 6 de maio de 1748..
Morreu em Viterbo em 20 de agosto de 1749. Exposto e sepultado na catedral de Viterbo.